# 2909 Hoshi-no-ie
2909 Hoshi-no-ie este un asteroid din centura principală, descoperit pe 9 mai 1983 de Sadao Sei.